# Follow a Very Heavy Person, First Visit to the Audio Equivalent of a Graphic Novel
Follow a Very Heavy Person, First Visit to the Audio Equivalent of a Graphic Novel ist ein Jazzalbum des Sergio Armaroli Quintet. Die im September 2023 in Mailand entstandenen Aufnahmen erschienen am 17. Januar 2025 auf ezz-thezätics.

## Hintergrund
Follow a Very Heavy Person wurde wie auch Introducing a Very Heavy Person am 15. und 16. September 2023 in Mailand im Blackstar Recording Studio aufgenommen, gespielt von Armaroli am Vibraphon, Elliott Sharp an der Gitarre oder am Sopransaxophon, Steve Piccolo (als Sprecher) und den elektronischen Geräten, John Edwards am Kontrabass und Mark Sanders am Schlagzeug.
In „Follow a Very Heavy Person“ erweiterte das Quintett die Grundlagen von Introducing a Very Heavy Person und taucht tiefer in die klanglichen und philosophischen Dimensionen von John Cages und Kenneth Patchens experimentellem Hörspiel „The City Wears a Slouch Hat“ aus dem Jahr 1942 ein. Dieser zweite Band, der aus derselben Aufnahmesession hervorging, erweitert nach Meinung von John Eyles die Auseinandersetzung seines Vorgängeralbums mit „Gleichzeitigkeit, Improvisation und der vergänglichen Natur von Klang.“

## Titelliste
- Sergio Armaroli Quintet: Following a Very Heavy Person, First Visit to the Audio Equivalent of a Graphic Novel

1. Intro 7:19
2. Pigs Grunting 8:53
3. The Train 7:38
4. Chewing on Crackers 5:35
5. BluBottle Fly 6:11
6. Rubber Boots 4:04
7. Iron Scaffolding 5:06
8. 20 Scratchin Pencills 5:22
9. Scraping Frost Windshield 4:32
10. Wheezing Lungs 6:10
11. Small Scissors 2:48
12. Low Groan 5:11

Die Kompositionen stammen von Sergio Armaroli.

## Rezeption
Nach Ansicht von Mark Corroto, der das Album in All About Jazz rezensierte, ist Armarolis Ansatz zugleich emotional und abstrakt. Er nutze Musik als Brücke zwischen Sinneserfahrung und existenzieller Auseinandersetzung. Sein Quintett funktioniere wie eine Zeitmaschine, die nahtlos zwischen Jahrzehnten, Emotionen und Texturen wechsle. In diesem fließenden Raum würden Echos der Vergangenheit in die Zukunft schwingen, und Momente miteinander verschmelzen. Armaroli und sein Ensemble würden hier nicht nur als Musiker, sondern als Architekten einer imaginären Realität agieren, die Zeit und Wahrnehmung durch die Alchemie des Klangs verbögen. Das Ergebnis sei ein immersives Hörerlebnis, das sich jeder Linearität widersetze und das Publikum in eine grenzenlose, sich ständig entfaltende Klanglandschaft hineinziehe.